# Vovchansk
Vovchansk ( tiếng Ukraina : Вовчанськ), phát âm là [wou̯ˈt͡ʃɑnʲsʲk] , có nghĩa là thị trấn của sói ) là một thành phố ở Chuhuiv Raion ,  Tỉnh Kharkiv , Ukraina . Đây là nơi đặt trụ sở chính quyền của hromada đô thị Vovchansk , một trong những hromadas của Ukraina. Dân số: 17.459 người (ước tính năm 2022), khoảng 300 người (năm 2024). Thành phố đã bị phá hủy phần lớn trong cuộc tấn công đông bắc Ukraina vào tháng 5/2024.

## Lịch Sử
Vovchansk lần đầu tiên được định cư vào năm 1674 dưới thời Sa hoàng Nga khi một vùng đất của Tu viện Belgorod được trao cho những người di cư Ukraine từ Dnieper Ukraine do Martyn Starochudny lãnh đạo. Khu định cư được đặt tên là Vovche và được chỉ định là khu định cư bảo vệ.

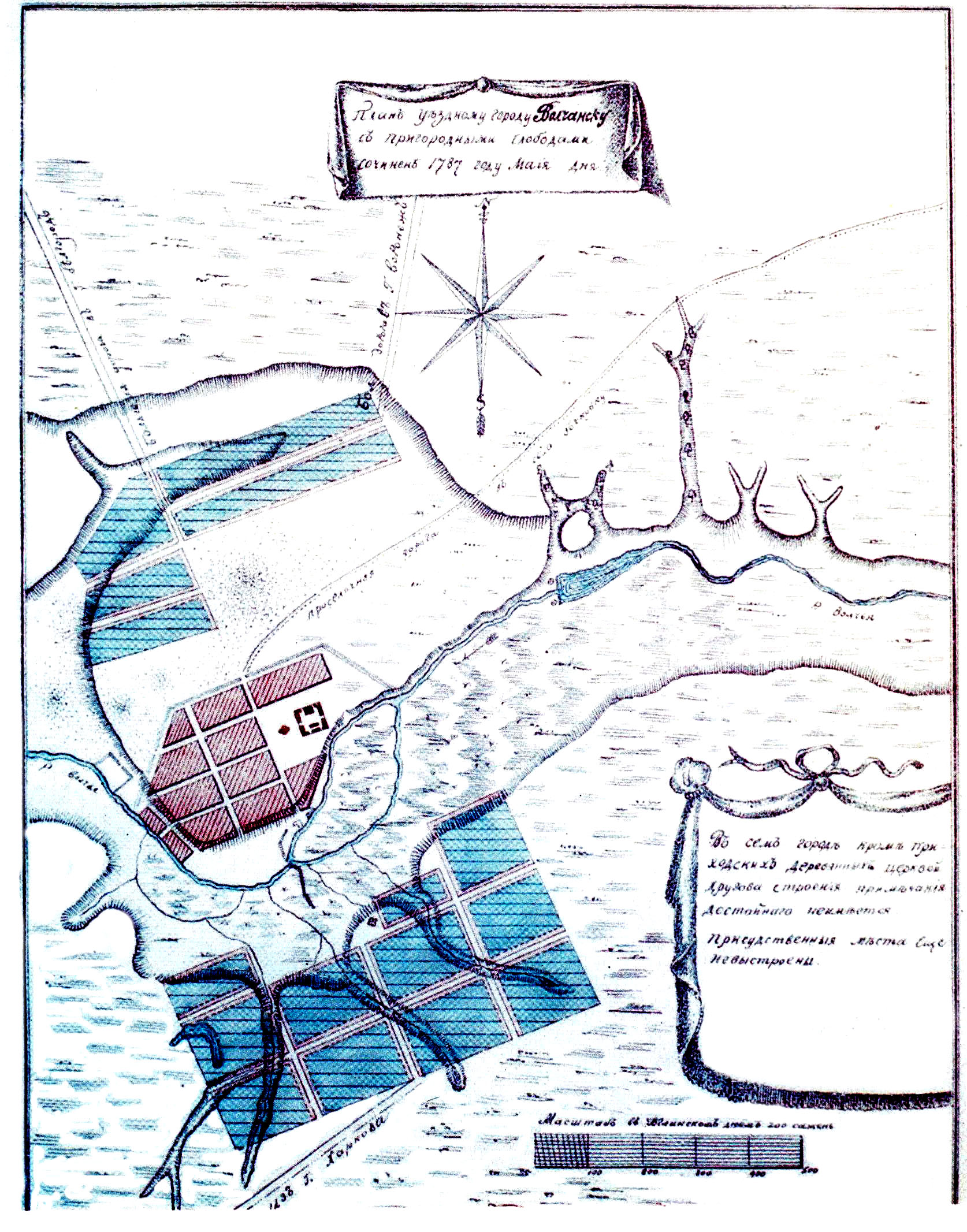
Bản Đồ Vovchansk vào năm 1787

Vào tháng 4 năm 1780, thành phố được đổi tên chính thức thành Vovchansk và trở thành trung tâm hành chính của Volchansk uyezd tại Tỉnh Kharkov của Đế quốc Nga. Năm 1780 được Verkhovna Rada (quốc hội Ukraina) coi là ngày thành lập chính thức của thành phố. Từ năm 1674 đến năm 1780, rất nhiều thay đổi đã diễn ra và biên giới của Đế quốc Nga đã di chuyển ra khỏi khu định cư.
Năm 1896, tuyến đường sắt Belgorod – Donbas được lắp đặt qua thị trấn.
Một tờ báo địa phương đã được xuất bản ở đây kể từ tháng 2 năm 1918.
Nó trở thành một phần của Cộng hòa Xô viết Donets-Krivoy Rog, mặc dù vào mùa xuân năm 1918, nó đã bị quân Đế Quốc Đức chiếm đóng. Điều này kéo dài cho đến tháng 11 năm 1918.

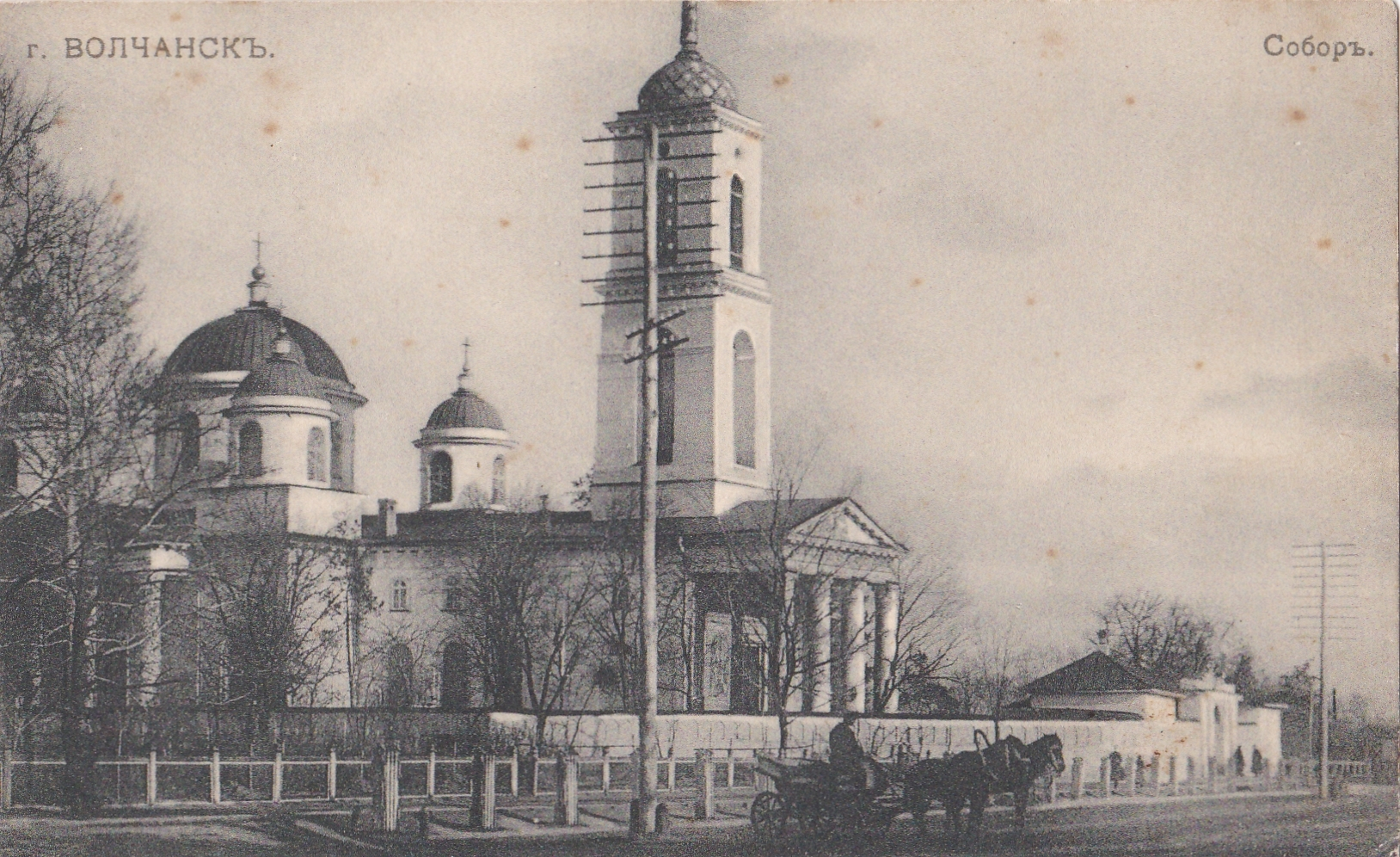
Nhà thờ Holy Trinity, bị kích nổ vào năm 1937 với sự tham gia trực tiếp của Pavel Postyshev

Vào ngày 12 tháng 4 năm 1923, một cuộc cải cách hành chính-lãnh thổ đã được tiến hành tại Ukraine. Huyện Vovchansk được chia thành 8 huyện: Bilokolodyazhkyi, Velykoburlutskyi, Vovchanskyi, Zhovtnevyi, Pechenizkyi, Rubizhne, Khotimlianskyi và Shypuvativskyi. 
Năm 1923, như một phần của cuộc cải cách hành chính, nó đã trở thành một trung tâm huyện. Tính đến ngày 1 tháng 1 năm 1924, dân số của huyện Vovchansk là 27.329 người. Thị trấn này đã phải chịu hậu quả của cuộc diệt chủng người dân Ukraina do chính quyền Liên Xô gây ra vào năm 1932-1933 (Holomodor) ; số nạn nhân được xác định ở Vovchansk, Zavody Pershi, Zavody Druhi, Chapliivka và Herhelivka là 1.789 người.
Trong Thế chiến II, Vovchansk bị Wehrmacht chiếm đóng vào ngày 10 tháng 6 năm 1942 sau chiến thắng của Đức tại Trận Kharkov lần thứ hai . Nơi này được Hồng quân giải phóng vào tháng 8 năm 1943 trong Trận Kharkov lần thứ tư.
Năm 1964, việc xây dựng hai cây cầu bê tông cốt thép bắc qua sông Vovcha trên phố Lenin và phố Gagarin đã hoàn thành và Nhà Văn hóa quận đã được xây dựng. Năm 1966, dân số của thành phố lên tới 20600 người. Năm 1979, Vovchansk có một nhà máy xe ngựa, một nhà máy vật liệu xây dựng, một nhà máy nhựa đường, một nhà máy chiết xuất dầu, một nhà máy bánh mì, một nhà máy bơ, một nhà máy giày, một nhà máy bông, một nhà máy đồ nội thất, một nhà máy chế biến thịt, một tiệm bánh và một quận máy móc nông nghiệp, một nhà máy dịch vụ tiêu dùng, 8 trường y, một trường hàng không, một trường kỹ thuật cơ giới hóa nông nghiệp, ba cơ sở y tế, một Nhà Văn hóa, sáu câu lạc bộ, một rạp chiếu phim và 14 thư viện.
Cuộc khủng hoảng kinh tế bắt đầu vào năm 2008 đã ảnh hưởng đến ngành công nghiệp địa phương. Một nhà máy sữa được Liên Xô xây dựng tại đây  đã ngừng hoạt động và không còn tồn tại vào tháng 12 năm 2009.
Raion đã bị bãi bỏ vào tháng 7 năm 2020 như một phần của cải cách hành chính của Ukraine, làm giảm số lượng raion của Tỉnh Kharkiv xuống còn bảy. Khu vực Raion Vovchansk đã được sáp nhập vào Raion Chuhuiv.
Cho đến ngày 18 tháng 7 năm 2020, Vovchansk là trung tâm hành chính của Huyện Vovchansk.

### Chiến Tranh Nga-Ukraina

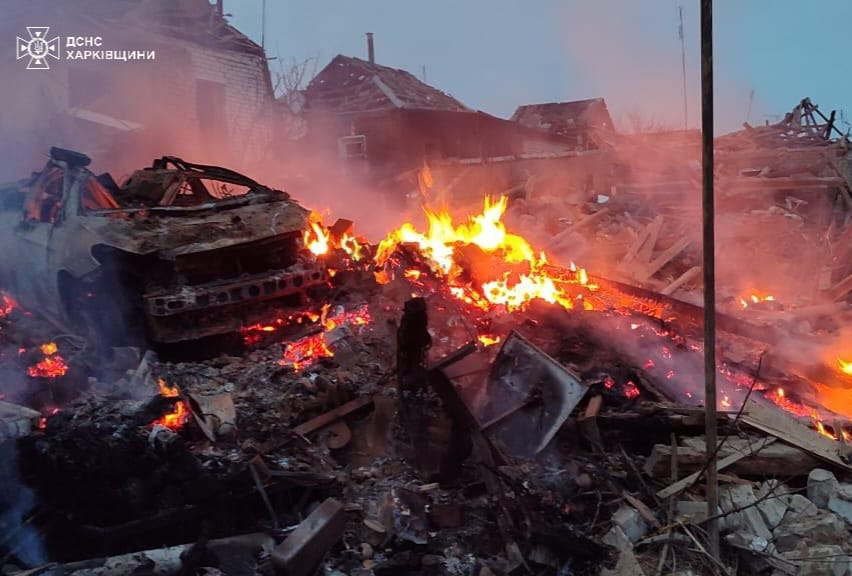
Thiệt hại Vovchansk sau cuộc không kích của Nga vào Ngày 17 tháng 3 năm 2024

Vovchansk bị quân đội Nga chiếm đóng vào ngày 24 tháng 2 năm 2022, ngày đầu tiên của cuộc xâm lược Ukraina năm 2022 của Nga . Nó đã được lực lượng Ukraina chiếm lại vào ngày 10 tháng 9 năm 2022 như một phần của cuộc phản công lớn ở Tỉnh Kharkiv.
Vào ngày 10 tháng 5 năm 2024, lực lượng Nga đã phát động một cuộc tấn công mới gần Vovchansk, với mục tiêu được đồn đoán là thiết lập một vùng đệm cách biên giới Nga ít nhất 10 km , theo một nguồn tin quân sự Ukraina. Vovchansk là trọng tâm của cuộc tấn công, chứng kiến sự gia tăng mạnh mẽ của cuộc ném bom vào thành phố.
Vào ngày 12 tháng 5, quân đội Nga tiến vào phía bắc Vovchansk và thiết lập một chỗ đứng vững chắc trong thành phố bằng cách chiếm Nhà máy chế biến thịt Vovchansk, với các báo cáo chưa được xác minh cho rằng quân đội Nga cũng đã chiếm được nhà máy giày địa phương vào sáng ngày 13 tháng 5 và đã xâm nhập xa tới bờ bắc của sông Vovcha vào tối hôm đó.
Vào ngày 14 tháng 5, cảnh quay định vị địa lý đã xác nhận rằng lực lượng Nga vẫn đang tiếp tục tiến qua các khu vực phía tây bắc và đông bắc của thành phố. Một số nguồn tin của Nga và Ukraine cũng đưa tin rằng người Nga đang sử dụng một chiến thuật mới là triển khai các nhóm nhỏ không quá năm người lính để xâm nhập vào các vị trí của Ukraine trước khi tập trung tại một điểm đã định trước để hợp nhất thành một nhóm tấn công lớn hơn.
Ngày 15 tháng 5, một phát ngôn viên quân đội Ukraine tuyên bố rằng quân đội đã được rút khỏi các khu vực Lukiantsi và Vovchansk để "bảo vệ mạng sống của quân nhân và tránh tổn thất" và di chuyển đến "các vị trí có lợi hơn", và tình hình "vẫn còn khó khăn".
Tính đến ngày 31 tháng 5 năm 2024, Vovchansk đã bị phá hủy phần lớn. Khoảng 300 công dân (trong số 17.000 người trước chiến tranh) vẫn ở lại đó.

## Nhân Khẩu Học
Theo điều tra dân số Ukraina năm 2001 , thị trấn có dân số là 20.484 người. Hơn 80% dân số là người Ukraina , người Nga là nhóm lớn thứ hai, tiếp theo là người Armenia . Về ngôn ngữ nói, 82% cư dân thành phố tuyên bố tiếng Ukraina là ngôn ngữ đầu tiên của họ, trong khi khoảng 16% coi tiếng Nga là tiếng mẹ đẻ của họ. Thành phần dân tộc và ngôn ngữ chính xác là:
| \| Các nhóm dân tộc ở Vovchansk \| Các nhóm dân tộc ở Vovchansk \| Các nhóm dân tộc ở Vovchansk \| Các nhóm dân tộc ở Vovchansk \| Các nhóm dân tộc ở Vovchansk \| \| ---------------------------- \| ---------------------------- \| ---------------------------- \| ---------------------------- \| ---------------------------- \| \| \| \| \| percent \| \| \| Ukrainians \| Ukrainians \| \| 83.12% \| 83.12% \| \| Russians \| Russians \| \| 14.43% \| 14.43% \| \| Armenians \| Armenians \| \| 0.91% \| 0.91% \| \| Gypsies \| Gypsies \| \| 0.60% \| 0.60% \| \| Belarusians \| Belarusians \| \| 0.37% \| 0.37% \| \| others \| others \| \| 0.12% \| 0.12% \| |             |  |         |        |
| Các nhóm dân tộc ở Vovchansk |             |  |         |        |
| |             |  | percent |        |
| Ukrainians | Ukrainians  |  | 83.12%  | 83.12% |
| Russians | Russians    |  | 14.43%  | 14.43% |
| Armenians | Armenians   |  | 0.91%   | 0.91%  |
| Gypsies | Gypsies     |  | 0.60%   | 0.60%  |
| Belarusians | Belarusians |  | 0.37%   | 0.37%  |
| others | others      |  | 0.12%   | 0.12%  |

| \| Ngôn ngữ bản địa ở Vovchansk \| Ngôn ngữ bản địa ở Vovchansk \| Ngôn ngữ bản địa ở Vovchansk \| Ngôn ngữ bản địa ở Vovchansk \| Ngôn ngữ bản địa ở Vovchansk \| \| ---------------------------- \| ---------------------------- \| ---------------------------- \| ---------------------------- \| ---------------------------- \| \| \| \| \| percent \| \| \| Ukrainian \| Ukrainian \| \| 82.8% \| 82.8% \| \| Russian \| Russian \| \| 15.7% \| 15.7% \| \| Armenian \| Armenian \| \| 0.7% \| 0.7% \| \| Romani \| Romani \| \| 0.5% \| 0.5% \| \| Belarusian \| Belarusian \| \| 0.1% \| 0.1% \| \| others \| others \| \| 0.6% \| 0.6% \| |            |  |         |       |
| Ngôn ngữ bản địa ở Vovchansk |            |  |         |       |
| |            |  | percent |       |
| Ukrainian | Ukrainian  |  | 82.8%   | 82.8% |
| Russian | Russian    |  | 15.7%   | 15.7% |
| Armenian | Armenian   |  | 0.7%    | 0.7%  |
| Romani | Romani     |  | 0.5%    | 0.5%  |
| Belarusian | Belarusian |  | 0.1%    | 0.1%  |
| others | others     |  | 0.6%    | 0.6%  |

## Những người đáng chú ý
- Alexandra Snezhko-Blotskaya, đạo diễn phim hoạt hình (21 tháng 2 năm 1909 — 29 tháng 12 năm 1980)
- Orest Somov, nhà văn ( thể loại gothic và gothic-lãng mạn ) (21 tháng 12 năm 1793 — 8 tháng 6 năm 1833)
- Vasyl Babenko (1877 — 1955), nhà khảo cổ học Đế quốc Nga, sinh ra tại Vovchansk
- Edward Balcerzan (1937), nhà phê bình văn học và nhà thơ người Ba Lan
- Artem Pyvovarov (sinh ngày 28 tháng 6 năm 1991), ca sĩ và nhạc sĩ nhạc new wave

## Phòng Trưng Bày Ảnh

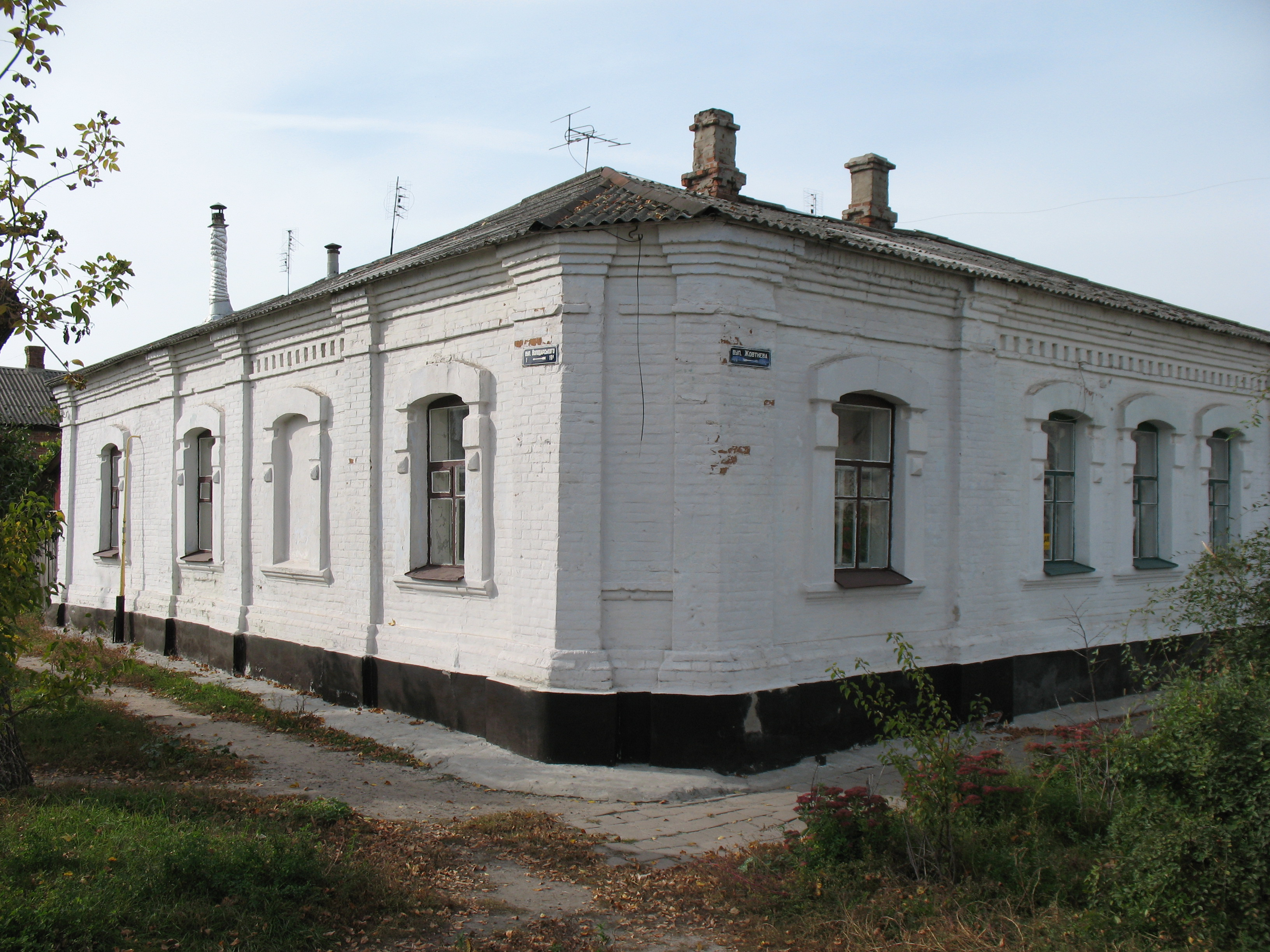
Tòa nhà lịch sử
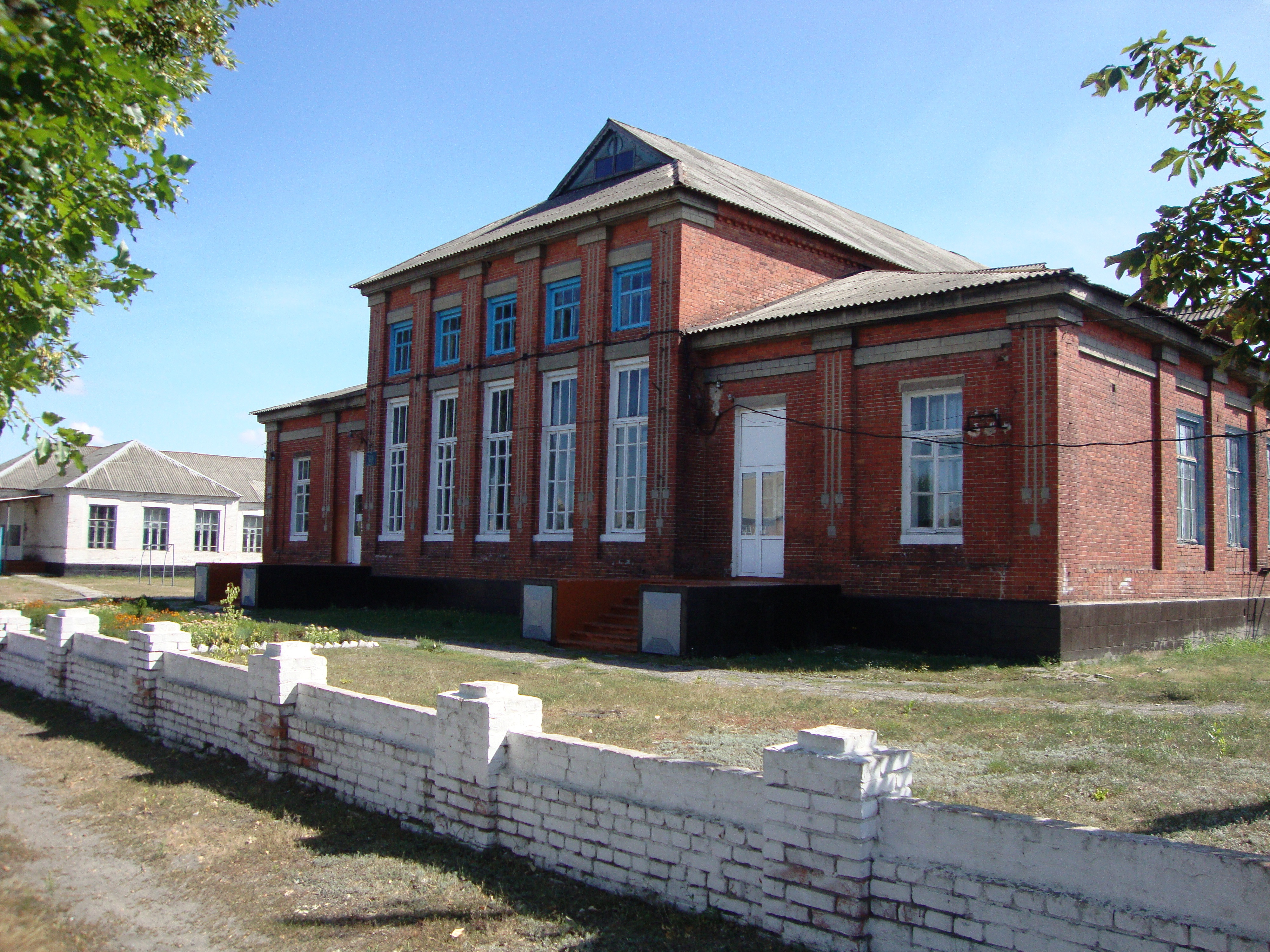
Một trường học ở Vovchansk
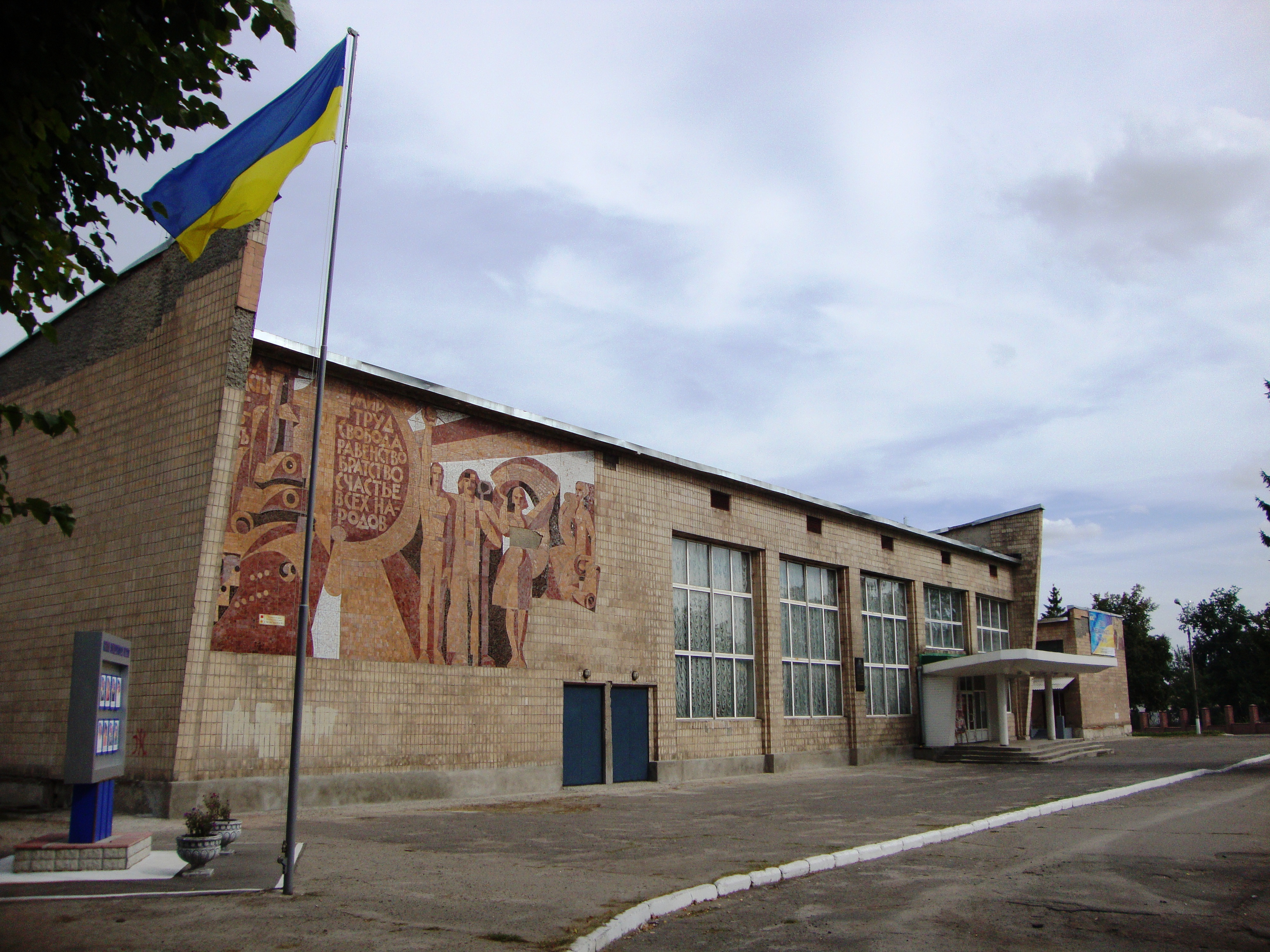
Cung điện Văn hóa Vovchansk
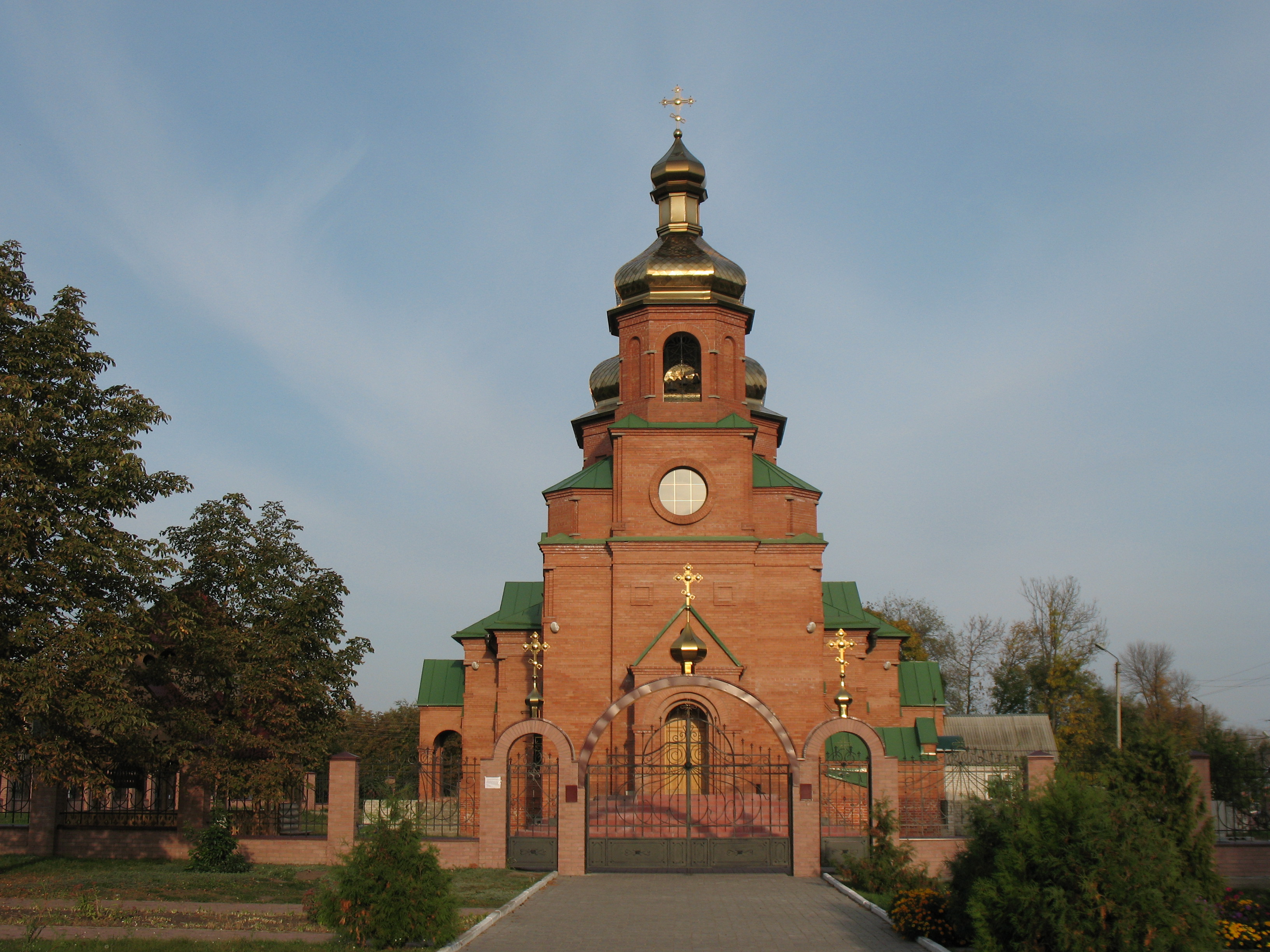
Nhà thờ Chính thống giáo ở Vovchansk
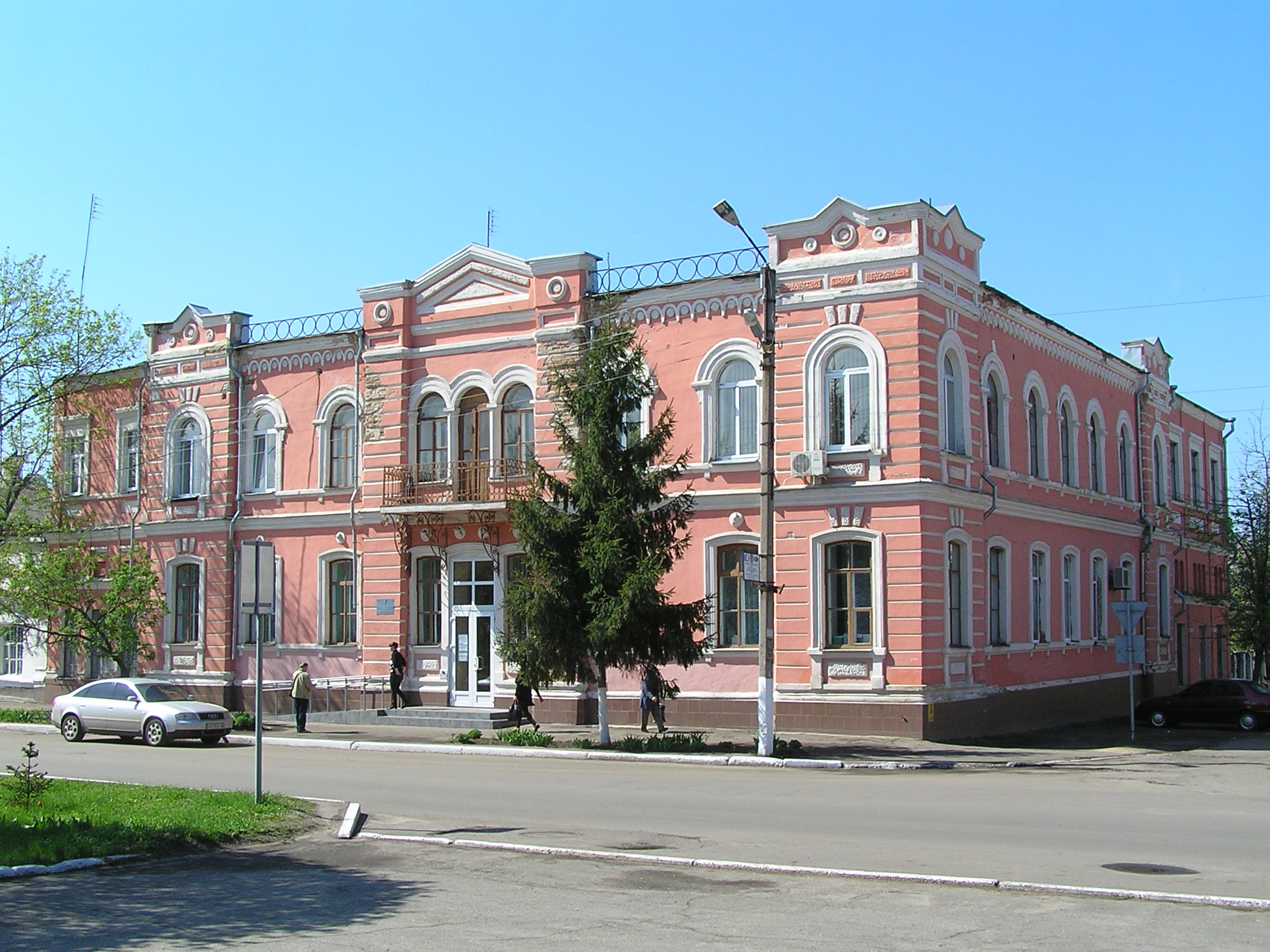
Trung Tâm điều hành Zemska tại Vovchansk
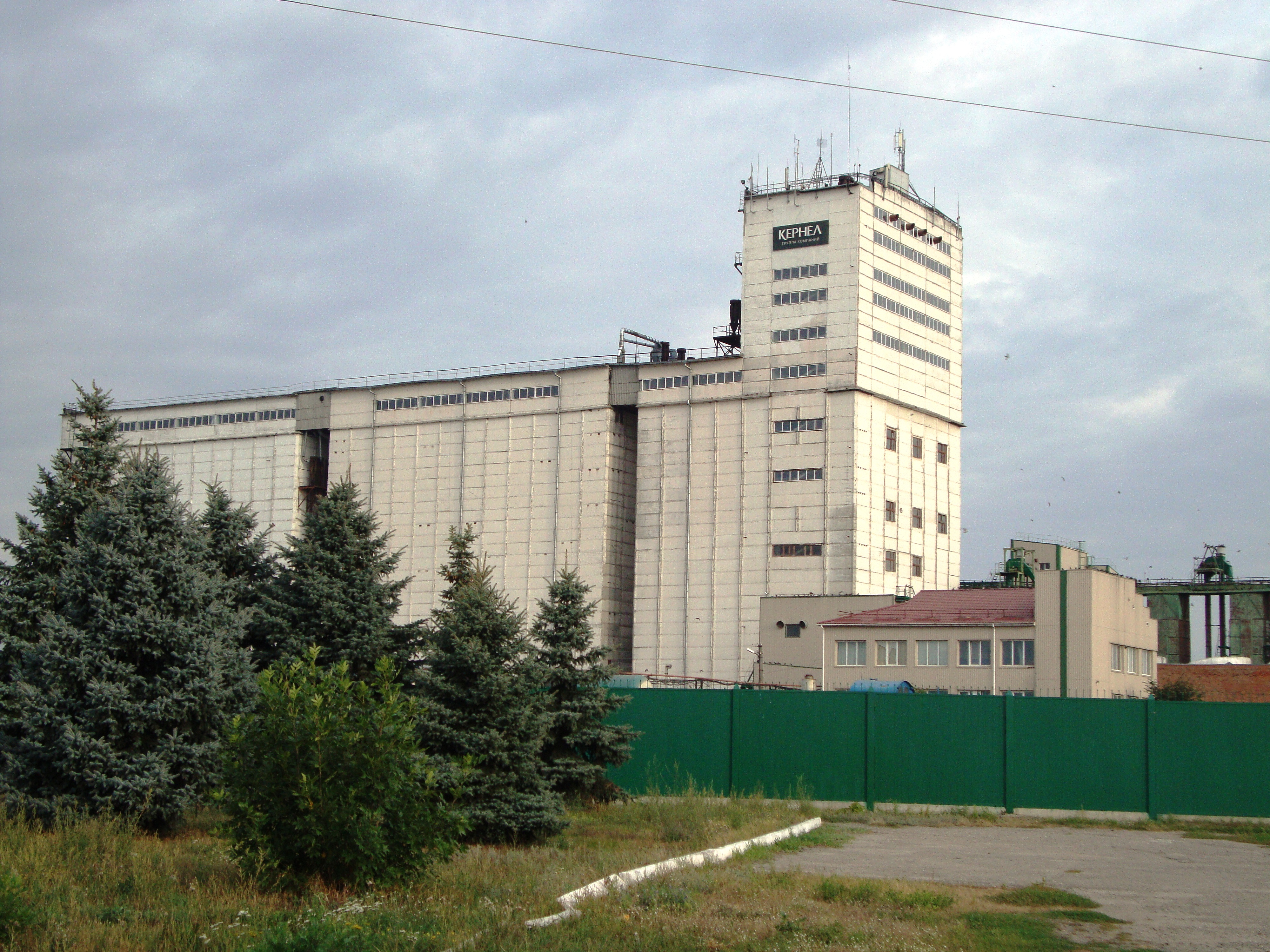
Nhà máy lọc dầu hướng dương ở Vovchansk
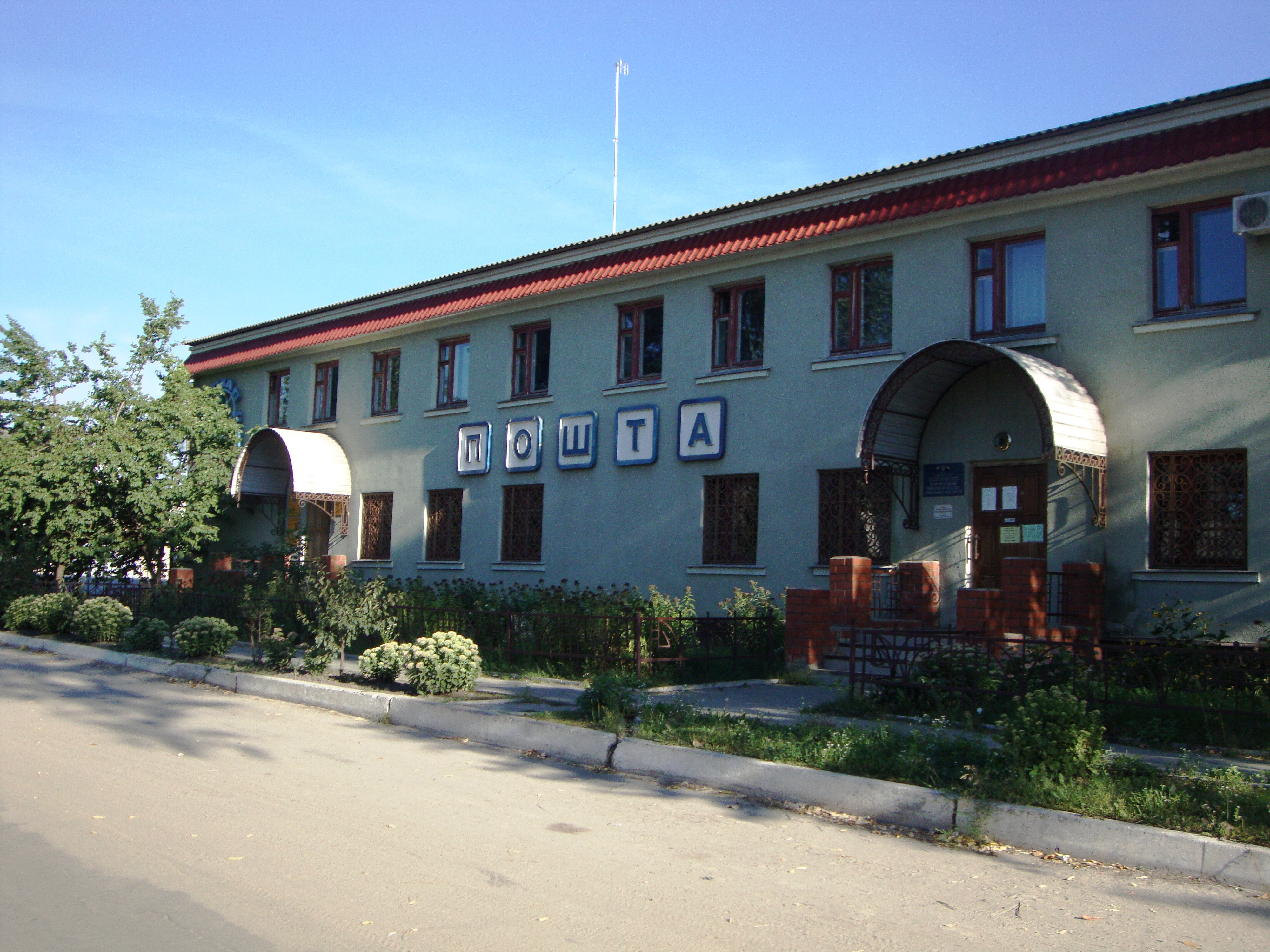
Bưu điện Vovchansk
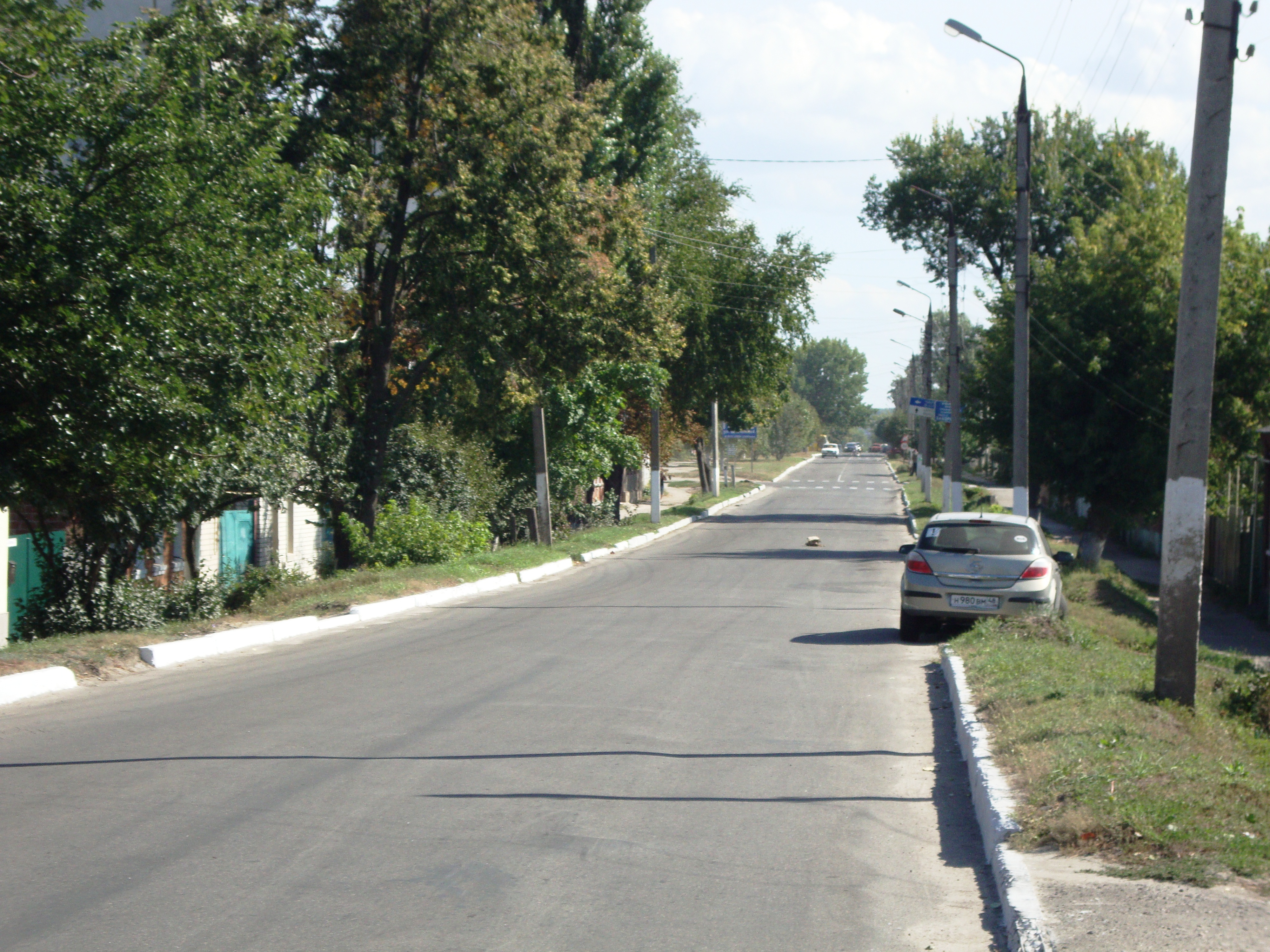
Đường Lenin
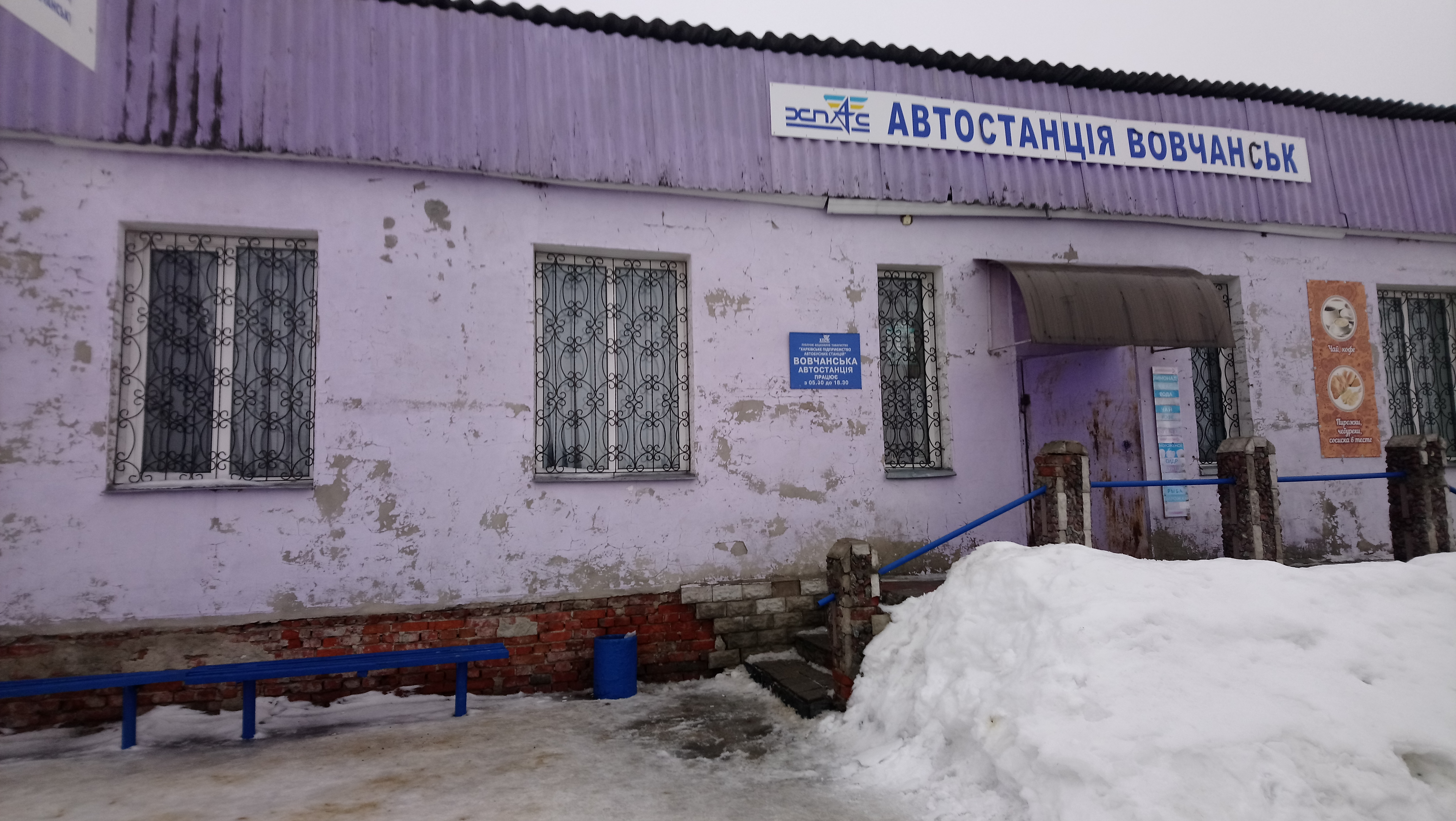
Bến xe buýt Vovchansk
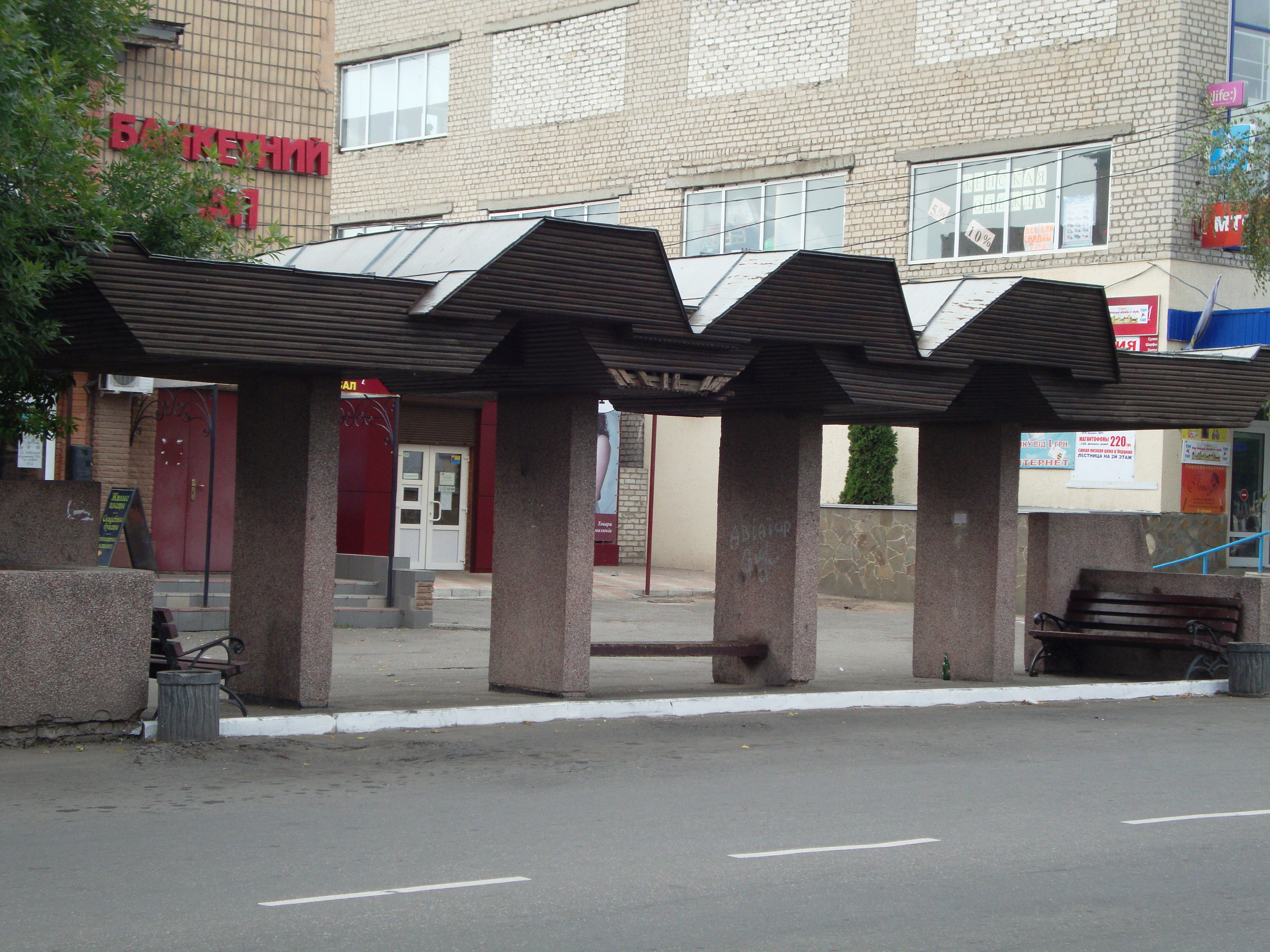
Trạm xe buýt (cải tạo năm 2021)
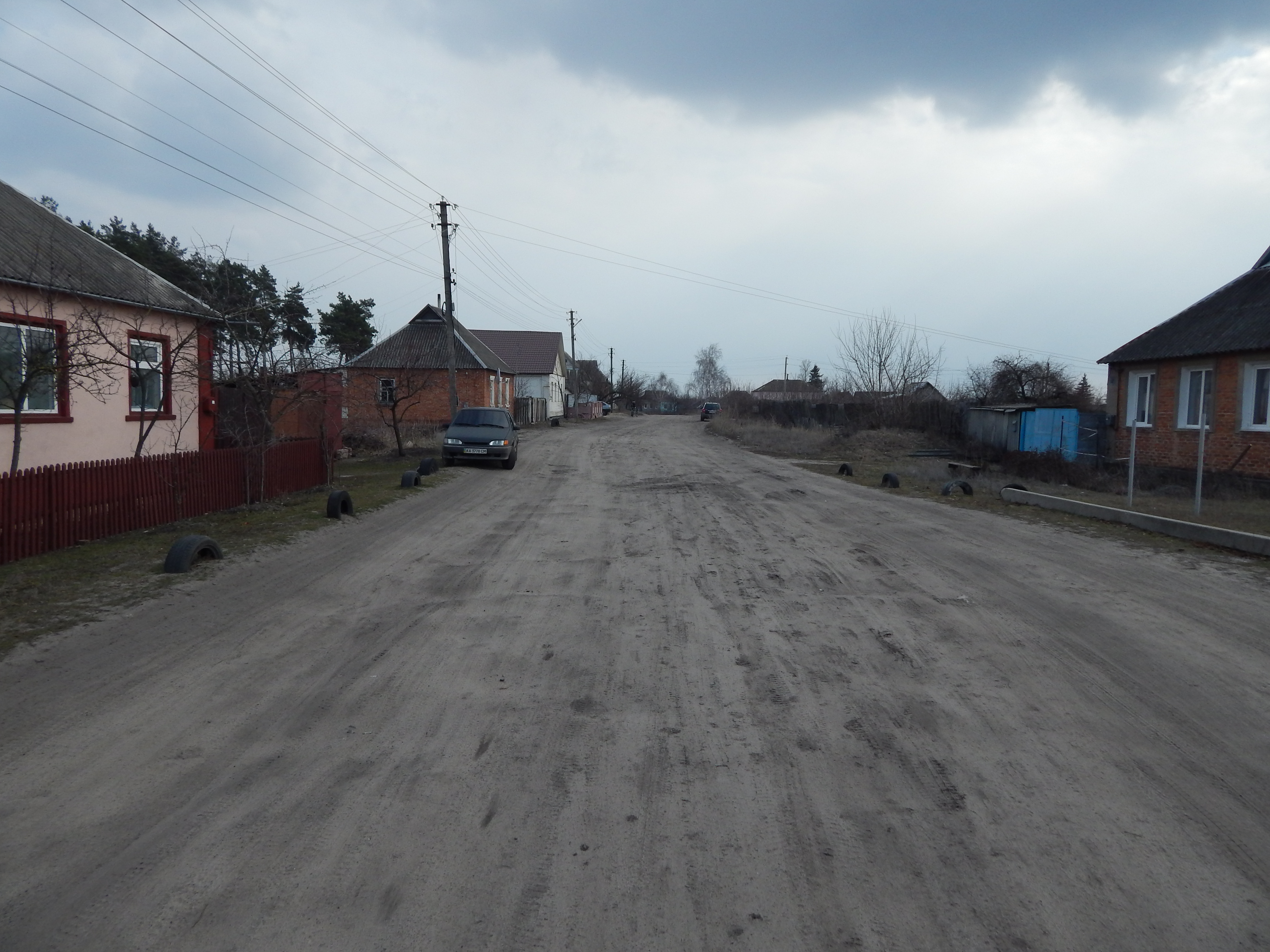
Phố Bohdana Khmelnytskoho ở Vovchansk
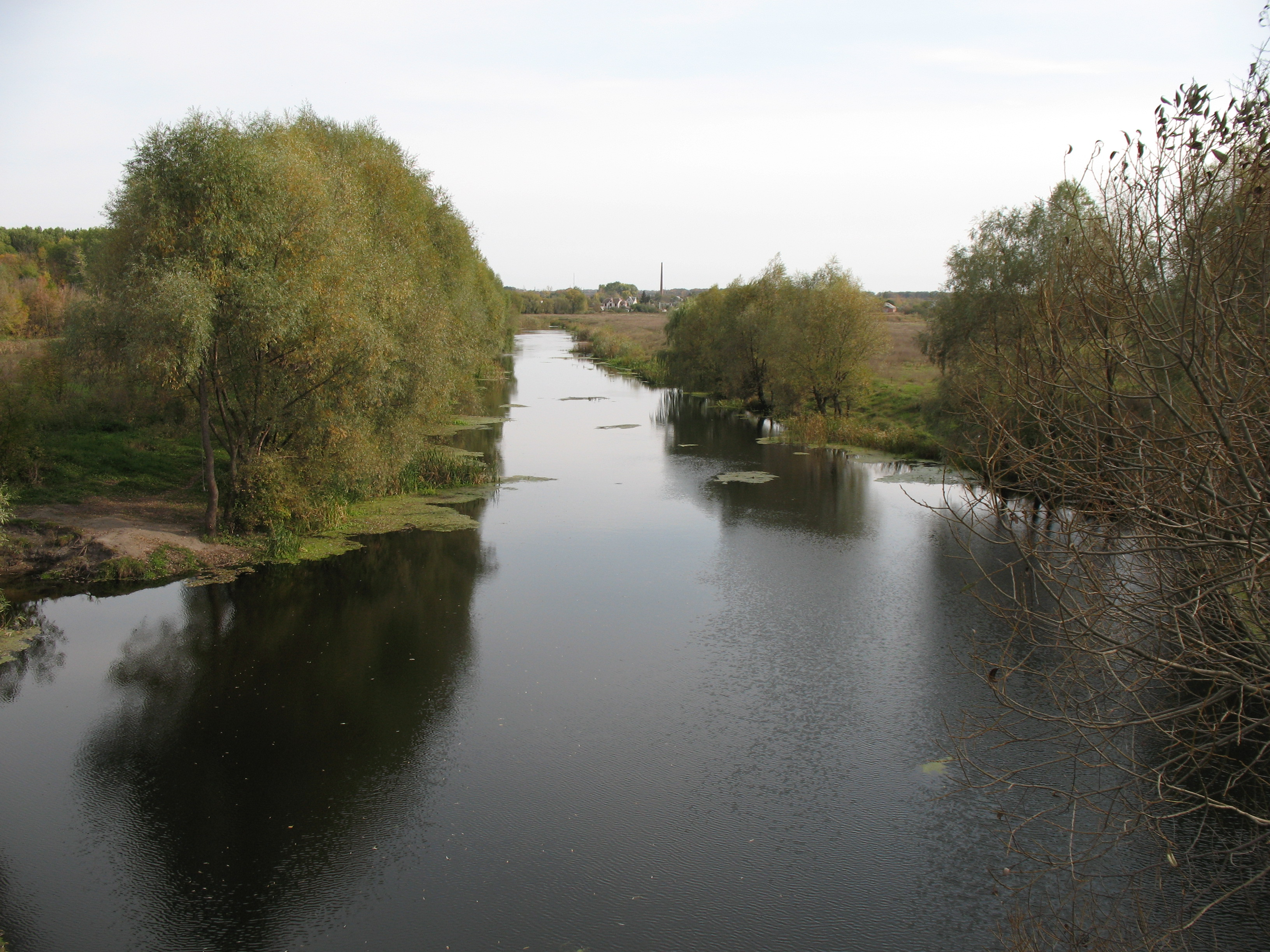
Thành phố Vovchansk trên sông Vovcha (Wolf)
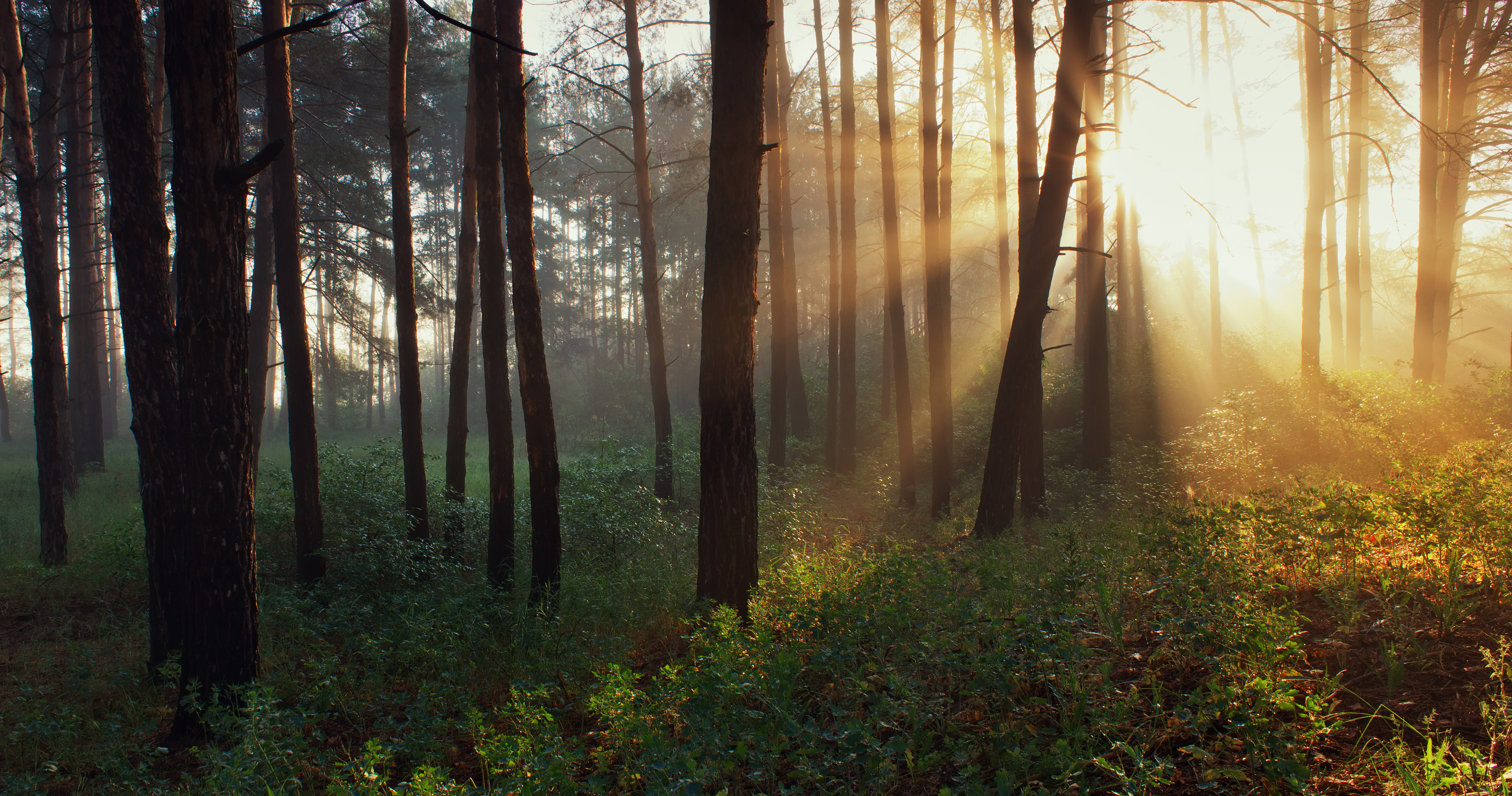
Khu bảo tồn Vovchansky
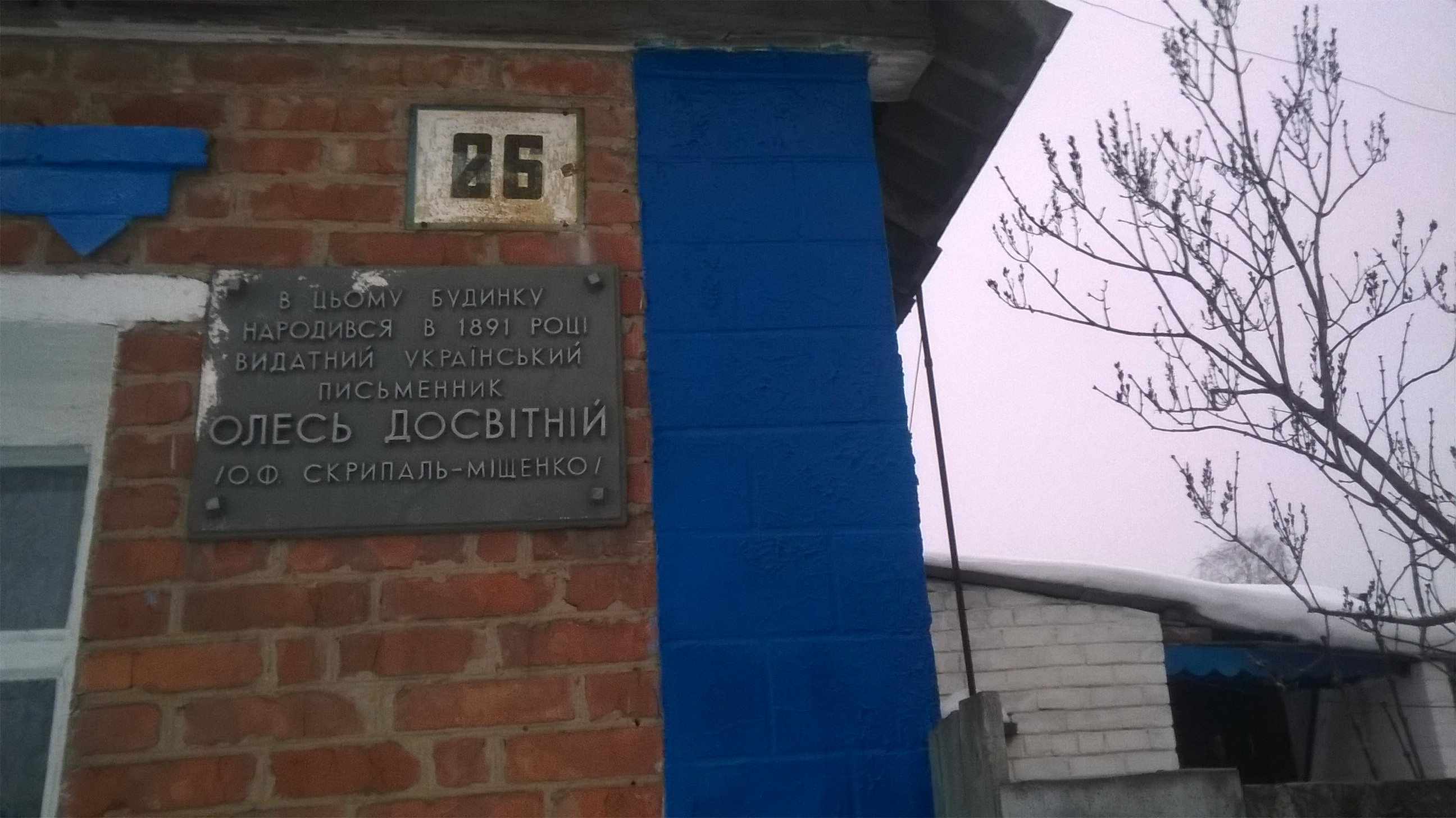
Tấm bia tưởng niệm tại ngôi nhà cũ của Oles Dosvitnii , một chính trị gia người Ukraina là nạn nhân của cuộc khủng bố Stalin